# Grégory Sudre
Pour les articles homonymes, voir Sudre.
Grégory Sudre, né le 26 novembre 1974 à Agen (Lot-et-Garonne), est un joueur français de rugby à XV qui évolue au poste de demi de mêlée au sein de l'effectif du Tarbes Pyrénées rugby (1,72 m pour 74 kg).

## Carrière
- 1994-1995 : Stade bordelais ( France)
- 1995- 1999 : SU Agen ( France)
- 1999-2000 : Section paloise ( France)
- 2000-2002 : RC Narbonne ( France)
- 2002-2004 : ASM Clermont ( France)
- 2004-2006 : Aviron bayonnais ( France)
- 2006-2008 : Tarbes Pyrénées ( France)
- 2008-2009 : Bera-Bera ( Espagne)
- 2009-2011 : Stade hendayais ( France)

Le 6 novembre 1996, il est invité avec les Barbarians français pour jouer contre Cambridge en Angleterre. Les Baa-Baas s'imposent 76 à 41.

## Palmarès

### En club

#### Avec le SU Agen
- Challenge européen : 
  - Finaliste (1) : 1998

#### Avec la Section paloise
- Challenge européen : 
  - Vainqueur (1) : 2000

#### Avec le RC Narbonne
- Challenge européen : 
  - Finaliste (1) : 2001

### En équipe nationale
- Équipe de France A